# Mrówka Rasberry’ego

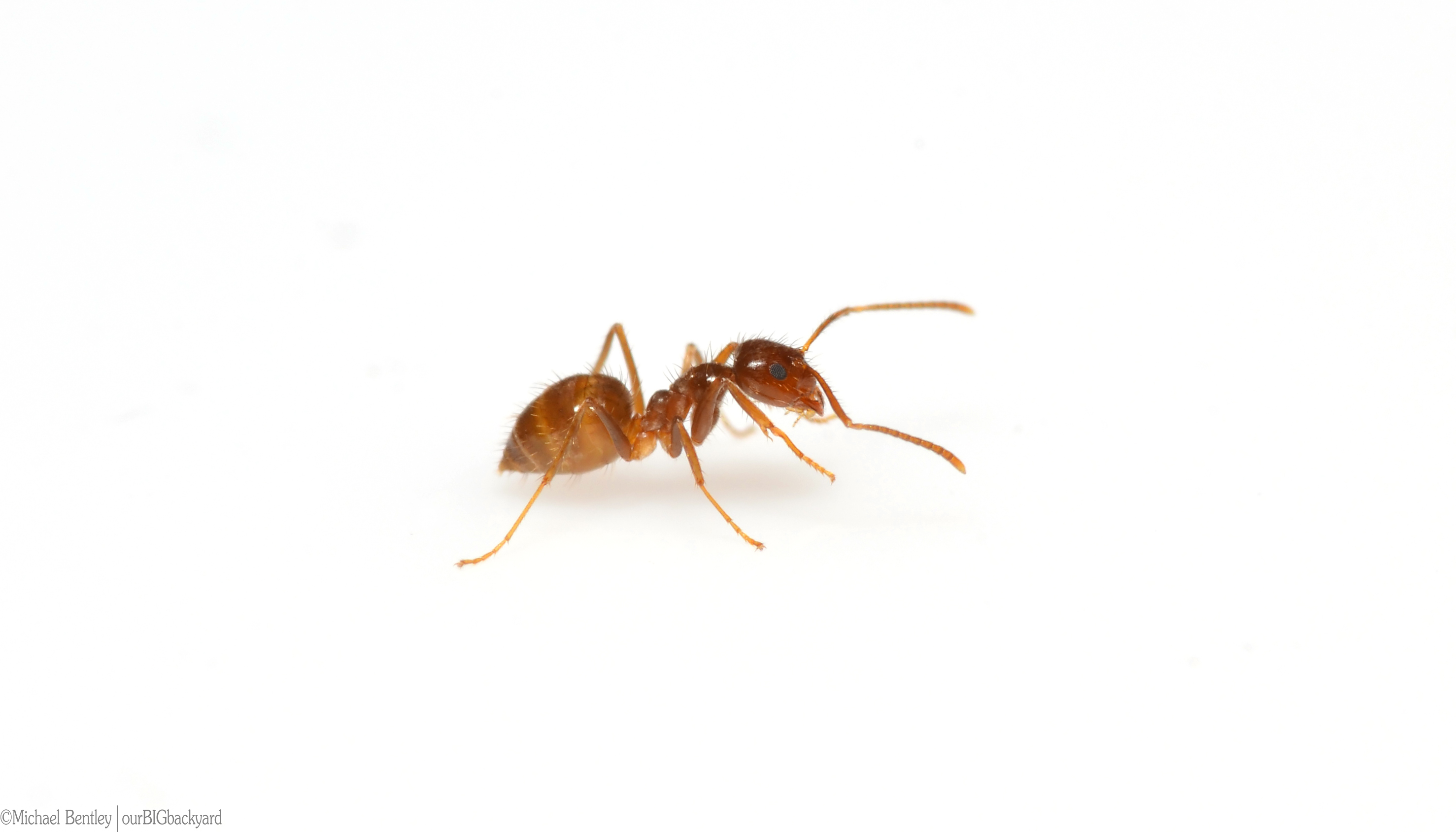
Mrówka Rasberry’ego

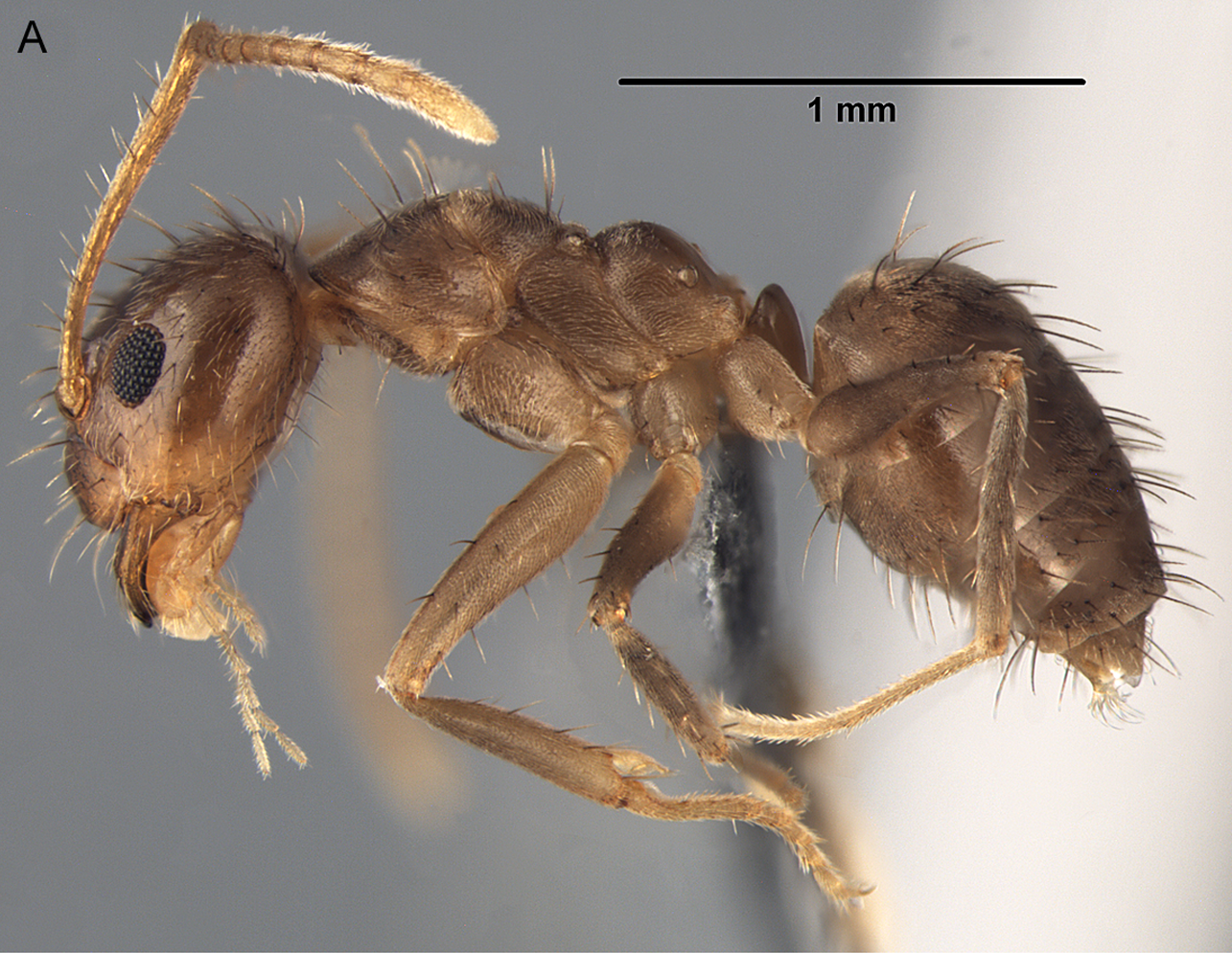
Mrówka Rasberry’ego w powiększeniu

Mrówka Rasberry’ego (Nylanderia fulva, ang. Rasberry crazy ant – szalona mrówka Rasberry’ego) – inwazyjna mrówka odkryta w 2002 na terenach przemysłowych w pobliżu Houston (USA) przez Toma Rasbery’ego, pracownika firmy dezynsekcyjnej w Pearland w Teksasie. Prawdopodobnie jest to gatunek blisko spokrewniony z Nylanderia pubens i N. fulva. Dotychczas nie została opublikowana diagnoza taksonu. W literaturze mrówki te są opisywane jako Nylanderia sp. near pubens lub Nylanderia cf. pubens.
Mrówki Rasberry’ego mają ok. 3 mm długości i pokryte są czerwonobrązowymi włoskami. Ich kolonie mają wiele królowych. Żywią się owadami (także innymi gatunkami mrówek) oraz pokarmem roślinnym.
Niezwykłą, niespotykaną u innych gatunków, cechą tych mrówek jest ich skłonność do wchodzenia do stworzonych przez człowieka urządzeń elektrycznych (w tym m.in. urządzeń klimatyzacyjnych i komputerów). Prąd przepływający przez ich ciała powoduje zakłócenia w funkcjonowaniu tych urządzeń, także wówczas, gdy giną one porażone prądem.
W marcu 2008 NASA zatrudniła odkrywcę tych mrówek, Toma Rasberry’ego, do sprawdzenia, czy na terenie zajmowanym przez Centrum Kontroli Lotów w Houston znajdują się już jakieś kolonie tych mrówek. Znaleziono trzy kolonie, niezbyt wielkie i w chwili odkrycia niegroźne dla centrum lotów. Istnieje jednak obawa, że tak centrum lotów, jak i jeden z największych portów lotniczych w Teksasie – George Bush Intercontinental Airport (drugi po Dallas) znajdujący się w Houston mogą zostać zaatakowane i sparaliżowane przez te mrówki.